# Константиновка (Акмолинская область)
Константиновка (каз. Константиновка) — село в Аршалынском районе Акмолинской области Казахстана. Административный центр Константиновского сельского округа. Код КАТО — 113445100.

## География
Село расположено в юго-восточной части района, на расстоянии примерно 36 километров (по прямой) к востоку от административного центра района — посёлка Аршалы.
Абсолютная высота — 494 метров над уровнем моря. У села берёт своё начало река Шортанды.
Ближайшие населённые пункты: село Шортанды — на юго-западе, село Белоярка — на северо-востоке, село Окольное — на юго-востоке.

## Население
В 1989 году население села составляло 1660 человек (из них русские — 57%).

В 1999 году население села составляло 1617 человек (799 мужчин и 818 женщин). По данным переписи 2009 года, в селе проживало 1240 человек (608 мужчин и 632 женщины).
| Численность населения | Численность населения | Численность населения |
| 1989                  | 1999                  | 2009                  |
| --------------------- | --------------------- | --------------------- |
| 1660                  | ↘1617                 | ↘1240                 |

## Улицы[5]
- ул. Бейбитшилик
- ул. Жастар
- ул. Заречная
- ул. Киреева
- ул. Конституция
- ул. Лесная
- ул. Литвинская
- ул. Набережная
- ул. Целинная
- ул. Центральная
- ул. Чавро